# شبه جزيرة لونغ بيتش

خريطة شبة الجزيرة

شبه جزيرة لونغ بيتش تقع في ولاية واشنطن الغربية. ويحدها من الغرب المحيط الهادي، ومن الجنوب نهر كولومبيا، ومن الشرق ويليبا باي. شبه جزيرة لونغ بيتش لافتة للنظر لشواطئها الرملية المستمرة على جانب المحيط الهادئ، وطولها 28 ميل والتي يمكن ان تكون أطول شاطئ في الولايات المتحدة. وتقع شبه جزيرة لونغ بيتش بالكامل ضمن مقاطعة المحيط الهادئ، واشنطن. سواء من حيث الثقافة والسياحة، ومع ذلك، يعتقد البعض أن شبه جزيرة لونغ بيتش ما هي امتداد شمالا لمنطقة ساحل ولاية أوريغون.